# Pedro Causil
Pedro Causil Rojas (Cartagena, 14 de abril de 1991) é um patinador de velocidade colombiano que foi campeão sul-americano em Medellín 2010 na modalidade sobre rodas. Em 2018 participou dos Jogos Olímpicos de Inverno de Pyeongchang na patinação de velocidade no gelo.
A trajetória esportiva de Pedro Causil se identifica por sua participação nos seguintes eventos nacionais e internacionais:

## Jogos Sul-Americanos
Foi reconhecido o seu triunfo por ser o oitavo atleta com mais medalhas da delegação da Colômbia em Medellín 2010.

### Jogos Sul-Americanos de Medellín 2010
Por seu desempenho na nona edição dos Jogos, foi destaque por ser o 12º atleta com o maior de número de medalhas entre todos os participantes do evento, com um total de seis medalhas:

- , Medalha de ouro: Patinação de velocidade 300m contra o relógio pista masculino
- , Medalha de ouro: Patinação de velocidade Velocidade 500m pista masculino
- , Medalha de ouro: Patinação de velocidade Velocidade 500m estrada masculino
- , Medalha de ouro: Patinação de velocidade Revezamento 3000m pista masculino
- , Medalha de prata: Patinação de velocidade 1000m pista masculino
- , Medalha de prata: Patinação de velocidade 200m contra o relógio estrada masculino